# Conversaciones con asesinos
Conversaciones con asesinos (en inglés: Conversations with a Killer) es una docuserie web de duración limitada creada y dirigida por Joe Berlinger para Netflix. La serie se centra en videos documentales de entrevistas a varios asesinos en serie comenzando con Ted Bundy, de quien se centra la primera temporada que consta de cuatro episodios lanzado en video bajo demanda el 24 de enero de 2019. La segunda temporada que consta de tres episodios, se estrenó el 20 de abril de 2022 y describe la ola de asesinatos del asesino en serie John Wayne Gacy, quien mató al menos a 33 adolescentes y jóvenes entre 1972 y 1978 en Chicago, Illinois. Y la tercera temporada de tres episodios que se estrenó el 7 de octubre de 2022 gira en torno a Jeffrey Dahmer, quien cometió el asesinato y desmembramiento de diecisiete hombres y adolescentes entre 1978 y 1991.

## Temporadas
| Temporada | Temporada                     | Episodios | Episodios | Lanzamiento original | Lanzamiento original |
| --------- | ----------------------------- | --------- | --------- | -------------------- | -------------------- |
|           | Las cintas de Ted Bundy       | 4         | 4         | 24 de enero de 2019  | 24 de enero de 2019  |
|           | Las cintas de John Wayne Gacy | 3         | 3         | 22 de abril de 2022  | 22 de abril de 2022  |
|           | Las cintas de Jeffrey Dahmer  | 3         | 3         | 7 de octubre de 2022 | 7 de octubre de 2022 |

## Episodios

### Temporada 1 (2019)
| N.º en serie | N.º en temp. | Título                     | Dirigido por  | Escrito por   | Fecha de lanzamiento original |
| ------------ | ------------ | -------------------------- | ------------- | ------------- | ----------------------------- |
| 1            | 1            | «Handsome Devil»           | Joe Berlinger | Joe Berlinger | 24 de enero de 2019           |
| 2            | 2            | «One of Us»                | Joe Berlinger | Joe Berlinger | 24 de enero de 2019           |
| 3            | 3            | «Not My Turn to Watch Him» | Joe Berlinger | Joe Berlinger | 24 de enero de 2019           |
| 4            | 4            | «Burn Bundy Burn»          | Joe Berlinger | Joe Berlinger | 24 de enero de 2019           |

### Temporada 2 (2022)
| N.º en serie | N.º en temp. | Título                  | Dirigido por  | Escrito por   | Fecha de lanzamiento original |
| ------------ | ------------ | ----------------------- | ------------- | ------------- | ----------------------------- |
| 5            | 1            | «The Life of the Party» | Joe Berlinger | Joe Berlinger | 22 de abril de 2022           |
| 6            | 2            | «A Nicely Kept Secret»  | Joe Berlinger | Joe Berlinger | 22 de abril de 2022           |
| 7            | 3            | «Sane Enough»           | Joe Berlinger | Joe Berlinger | 22 de abril de 2022           |

### Temporada 3 (2022)
| N.º en serie | N.º en temp. | Título                     | Dirigido por  | Escrito por   | Fecha de lanzamiento original |
| ------------ | ------------ | -------------------------- | ------------- | ------------- | ----------------------------- |
| 8            | 1            | «Sympathy for the Devil»   | Joe Berlinger | Joe Berlinger | 7 de octubre de 2022          |
| 9            | 2            | «Can I Take Your Picture?» | Joe Berlinger | Joe Berlinger | 7 de octubre de 2022          |
| 10           | 3            | «Evil or Insane?»          | Joe Berlinger | Joe Berlinger | 7 de octubre de 2022          |